# On the Beach (2000)
On the Beach is een post-apocalyptische televisiefilm uit 2000 onder regie van Russell Mulcahy, met in de hoofdrollen Armand Assante, Bryan Brown en Rachel Ward. Het is een remake van de film uit 1959, die eveneens gebaseerd was op de gelijknamige roman uit 1957 van de Britse auteur Nevil Shute.

## Verhaal
Een kernoorlog heeft alle leven op het noordelijk halfrond vernietigd na een conflict tussen de Verenigde Staten en China omdat die laatste Taiwan was binnengevallen. De bemanning van de Charleston, een Amerikaanse onderzeeër onder leiding van kapitein Towers, vindt een toevluchtsoord in Melbourne waar de radioactieve neerslag nog niet is aangekomen. Kapitein Towers plaatst zijn schip onder bevel van de Koninklijke Australische marine. Uit radiocommunicatie met verschillende radio-operators verder naar het noorden blijkt dat de straling hun landen al heeft bereikt en over een paar maanden in Australië zal zijn.
Nadat er tekenen van leven ontvangen werden vanuit Alaska, wordt de onderzeeër op onderzoek uitgestuurd met de Australische wetenschapper Julian Osborne en de Australische verbindingsofficier Peter Holmes aan boord. Bij aankomst in Alaska gaan Towers en zijn eerste officier aan land, maar overlevenden vinden ze niet en het bericht dat ze onvangen hadden was afkomstig van een op zonne-energie werkende laptop. De eerste officier prikt per ongeluk in zijn beschermingspak en verwondt zijn been.
In plaats van direct terug te keren naar Melbourne, maakt de Charleston een tussenstop in zijn thuisbasis San Francisco, waar de Golden Gate Bridge is ingestort en de kustlijn van de stad in puin ligt. Een bemanningslid uit San Francisco verlaat er het schip om te sterven in zijn geboortestad.
Bij de terugkeer in Melbourne stort de eerste officier in en wordt terminale stralingsziekte vastgesteld. Towers staat zijn oude vriend bij in zijn laatste dagen en help hem bij zijn euthanasie om hem uit zijn extreem lijden te verlossen. Daarna keert Towers terug naar Moira Davidson, Holmes' schoonzus en Osbornes ex-verloofde.
Terwijl de inwoners van Melbourne beseffen dat de onvermijdelijke nucleaire wolk hen spoedig zal bereiken, begint hun nakende ondergang de sociale structuur te ontwrichten en er breekt chaos en anarchie uit. Holmes en zijn vrouw Mary vinden troost bij elkaar, terwijl Towers en Moira dichter naar elkaar toegroeien.
Wanneer stralingsziekte in Melbourne opduikt, beginnen mensen in de rij te staan voor zelfmoordpillen die door de overheid verstrekt worden. Holmes en zijn gezin nemen samen hun dosis in en Osborne rijdt zichzelf met zijn auto te pletter. Omdat de meeste bemanningsleden ondertussen ook ten prooi zijn gevallen aan stralingsziekte, besluiten ze met de onderzeeër een laatste reis naar San Francisco te maken om onderweg samen te sterven. Towers blijft in Australië en voegt zich bij Moira, die op het punt stond haar zelfmoordpil te nemen terwijl ze toekijkt hoe de onderzeeër wegvaart. Er wordt geïmpliceerd dat Towers en Moira later samen hun zelfmoordpillen zullen innemen, aangezien er geen overlevingskans is.

## Rolverdeling
| Acteur                 | Personage                   | Opmerkingen          |
| ---------------------- | --------------------------- | -------------------- |
| Armand Assante         | kapitein Dwight Towers      |                      |
| Rachel Ward            | Moira Davidson              |                      |
| Bryan Brown            | Dr. Julian Osborne          |                      |
| Jacqueline McKenzie    | Mary Davidson Holmes        |                      |
| Grant Bowler           | luitenant Peter Holmes      |                      |
| Allison Webber         | Jenny Holmes                |                      |
| Tieghan Webber         | Jenny Holmes                |                      |
| Steve Bastoni          | eerste officier Neil Hirsch |                      |
| David Ross Paterson    | oppermeester Wawrzeniak     | als David Paterson   |
| Kevin Copeland         | sonarman Bobby Swain        |                      |
| Todd MacDonald         | radioman Giles              |                      |
| Joe Petruzzi           | luitenant Tony Garcia       |                      |
| Craig Beamer           | bemanningslid Reid          |                      |
| Jonathan Oldham        | bemanningslid Parsons       |                      |
| Trent Huen             | bemanningslid Samuel Huynh  |                      |
| Donni Frizzell         | bemanningslid Rossi         |                      |
| Jonathan Stuart        | bemanningslid Burns         |                      |
| Sam Loy                | matroos Sulman              |                      |
| Charlie Clausen        | matroos Byers               |                      |
| Robert Rabiah          | kok Gratino                 |                      |
| Marc Carra             | kok Walmsey                 |                      |
| Rod Mullinar           | admiraal Jack Cunningham    |                      |
| Felicity Boyd          | luitenant Ashton            |                      |
| Bill Hunter            | premier Seaton              |                      |
| Charles "Bud" Tingwell | professor Alan Nordstrum    | als Charles Tingwell |

## Verschillen met de roman en de eerdere film
In deze film speelt het verhaal zich af in het toekomstjaar 2006. Het morsecodesignaal dat de bemanning van de onderzeeër in de originele roman en film opving, werd vervangen door een geautomatiseerde digitale uitzending vanop een laptop die op zonne-energie werkt. Het maatschappelijk beeld in de film is somberder en pessimistischer dan in de originele verfilming uit 1959, waarin er geen chaos en anarchie uitbrak.
Ook het einde van de film verschilt van zowel de roman als de originele film, doordat de kapitein van de onderzeeër ervoor kiest om samen met zijn nieuwe liefde te sterven in plaats van de onderzeeër buiten de Australische territoriale wateren te laten zinken (zoals in de roman) of te proberen met zijn bemanning terug te keren naar de Verenigde Staten (zoals in de eerdere film). In deze versie is de Golden Gate Bridge ingestort en ligt de kustlijn van de stad in puin, wat wijst op een nucleaire explosie in de buurt, net als in het boek, maar niet in de eerste verfilming.
In tegenstelling tot de eerste film is er geen laatste scène van verlaten straten in Melbourne, waarin de afwezigheid van menselijk leven wordt afgebeeld.

## Prijzen en nominaties
| Jaar | Prijs                         | Categorie                                                    | Genomineerde(n)                                              | Uitslag     |
| ---- | ----------------------------- | ------------------------------------------------------------ | ------------------------------------------------------------ | ----------- |
| 2000 | Australian Film Institute     | Beste miniserie of televisiefilm                             | John Edwards, Errol Sullivan, Jeffrey M. Hayes en Greg Coote | Gewonnen    |
| 2000 | Australian Film Institute     | Beste setontwerp                                             | Sally Shepherd en Roger Ford                                 | Gewonnen    |
| 2000 | Australian Film Institute     | Beste cinematografie                                         | Martin McGrath                                               | Genomineerd |
| 2000 | Australian Screen Music Award | Beste muziek voor een miniserie of televisiefilm             | Christopher Gordon                                           | Gewonnen    |
| 2000 | Australian Screen Music Award | Beste soundtrackalbum                                        | Christopher Gordon                                           | Gewonnen    |
| 2000 | Australian Screen Music Award | Beste intromuziek voor een serie, miniserie of televisiefilm | Christopher Gordon                                           | Gewonnen    |
| 2001 | Golden Globes                 | Beste miniserie of televisiefilm                             | Beste miniserie of televisiefilm                             | Genomineerd |
| 2001 | Golden Globes                 | Beste actrice in een miniserie of televisiefilm              | Rachel Ward                                                  | Genomineerd |